# Aphodius coniugatus
Aphodius coniugatus es una especie de coleóptero de la familia Scarabaeidae.

## Distribución geográfica
Habita en el paleártico: Europa y Oriente Próximo.